# Peugeot 4007
Peugeot 4007  – компактный кроссовер-внедорожник французского автопроизводителя Peugeot , который производился с 2007 по 2013 год и был разработан на основе
Mitsubishi Outlander второго поколения, на растянутой платформе GS, которую компания Mitsubishi разработала совместно с концерном Daimler. Автомобиль комплектовался бензиновым двигателем 2,4л мощностью 170 л.с. и турбодизелем 2,2 л HDi мощностью 155 л. производства Peugeot.
Шасси Peugeot 4007 включает в себя независимую подвеску ( McPherson спереди и многорычажную сзади), рулевое управление с гидросистемой, дисковые тормоза всех колес (передние вентилируемые) и система полного привода (отдельные модификации) с электронным управлением, позволяющая с помощью переключателя выбирать режим в зависимости. от дорожных и погодных условий: экономичный передний привод 2WD, постоянный привод 4WD, полный привод с блокировкой дифференциала 4WD Lock для сложных условий.
Для Peugeot 4007 доступны три вида базовой комплектации – Access, Active и Allure. Стандартная комплектация зависит от модификации автомобиля и может включать в себя: литые диски, передние и задние электроприводные окна, климат-контроль, датчик давления в шинах, круиз-контроль, MP3 и CD плеер, ABS и EBD. Более дорогие версии автомобиля, также, включают: большие легкосплавные диски, передние сиденья с подогревом, кожаную обивку и парктроник. В качестве дополнительной комплектации выступают: Bluetooth, задний парктроник, цвет кузова «металлик», тканевая обивка сидений, сиденье с подогревом, электроприводное водительское сиденье и парковочные датчики.

## Двигатели
| Модель      | Цилиндры   | Объем      | Мощность                          | Крутящий момент        | Vмакс      | Разгон, 0–100 км/ч | Привод     | Годы выпуска    |
| Бензиновый  | Бензиновый | Бензиновый | Бензиновый                        | Бензиновый             | Бензиновый | Бензиновый         | Бензиновый | Бензиновый      |
| ----------- | ---------- | ---------- | --------------------------------- | ---------------------- | ---------- | ------------------ | ---------- | --------------- |
| 2.4         | 4          | 2360 см³   | 125 kW (170 л.с.) при 6000 об/мин | 232 Нм при 4100 об/мин | 190 км/ч   | 9,6 с              | 4WD        | 09/2007–04/2010 |
| Дизельный   |            |            |                                   |                        |            |                    |            |                 |
| 2.2 HDi FAP | 4          | 2179 см³   | 115 kW (156 л.с.) при 4000 об/мин | 380 Нм при 2000 об/мин | 200 км/ч   | 9,9 с              | 4WD        | 09/2007–03/2012 |